# نسيمة لحبال
نسيمة حبلال (15 سبتمبر 1928 - 14 مايو 2013) كانت ناشطة جزائرية ضمن ثورة التحرير الجزائرية. كانت واحدة من بين 10,949 امرأة قاتلن في تلك الثورة. انضمت نسيمة لحزب الشعب الجزائري وكانت سكرتيرًا لعبان رمضان ضمن حزب جبهة التحرير الوطني. تولت منصب سكرتيرة لجنة التنسيق والتنفيذ في بداية الحركة. سعت نسيمة لرؤية بلادها خالية من الاستعمار الفرنسي.

## العمل الاستقلالي
شاركت نسيمة في جهود المقاومة من 1945 إلى 1962. كثيرا ما كانت تكتب وتوزع منشورات للمقاومة. أصبحت نسيمة سكرتيرًا لعبان في 1955. شاركت في تنظيم الإضراب الذي استمر ثمانية أيام إلى جانب مسؤولين آخرين، بعد أن أصبحت أول امرأة تنضم إلى الاتحاد العام للعمال الجزائريين.

### إضراب لمدة ثمانية أيام
كانت نسيمة جزءًا من اللجنة التي نظمت معركة مدينة الجزائر (1956–1957) من 28 يناير إلى 4 فبراير 1957. استخدم الفرنسيون السيارات المدرعة والقوات لتجميع العمال وتلاميذ المدارس وإجبارهم على الذهاب إلى أعمالهم/دراستهم. وهكذا، تم كسر الإضراب في غضون أيام قليلة.

## اعتقال
اعتقلت نسيمة في 21 فبراير 1957. حكم عليها بالسجن لمدة خمس سنوات وتعرضت للتعذيب الوحشي في معتقل سوزيني. ثم نقلت إلى أحد السجون في فرنسا.